# Kimi no Iru Machi
Kimi no Iru Machi (君のいる町 El pueblo donde vives?) o A Town Where You Live en inglés, es un manga japonés escrito e ilustrado por Kouji Seo. La serie tiene lugar en la ciudad natal de Seo y es una novela basada en personajes del mismo universo de la serie manga y anime Suzuka, teniendo lugar unos años después.

## Argumento
La trama sigue la historia de Haruto Kirishima y Yuzuki Eba. Yuzuki llega desde Tokio al pueblo rural natal de su padre en la Prefectura de Hiroshima para asistir a la escuela secundaria.  Teniendo en cuenta que el padre de Haruto es un conocido del padre de Yuzuki, los Kirishima la acogen en su casa. Haruto no es partidario de la situación porque cree que Yuzuki es una completa desconocida y que una chica de su misma edad que no es un pariente viviendo en la misma casa hará las cosas complicadas para él. Y en especial, quiere evitar cualquier malentendido de que son una pareja porque ya le gusta su compañera de clase, Nanami Kanzaki. Con toda esta complicada situación para Haruto, ambos irán desarrollando sus días en la escuela secundaria junto a sus amigos y descubriéndose el uno al otro mientras avanzan en la relación entre los dos.

## Personajes

### Principales
Haruto Kirishima (桐島 青大 Kirishima Haruto?)
El chico protagonista de la serie. Él es reservado, lo que provoca que sea perturbado por Yuzuki y las acciones de su hermana. Tiene un fuerte sentido de responsabilidad y consideración hacia los demás. Se convirtió en un miembro del club de cocina de la escuela porque pensaba que Nanami también se uniría, aunque poco a poco desarrollará una gran afición por el arte de cocinar. Responsable pero indeciso, poco a poco ira descubriendo sus auténticos sentimientos a la par que da grandes pasos en su vida y persigue insistentemente lo que se proponga conseguir. Su apellido deriva del barco de guerra de la Armada Imperial Japonesa Kirishima.
Yuzuki Eba (枝葉 柚希 Eba Yuzuki?)
La protagonista de la serie. Se trasladó desde Tokio a la ciudad natal de su padre, donde se queda con los Kirishimas, que son conocidos de su padre.  Es una chica sociable y se lleva bien con los demás con facilidad. Aunque a veces actúa de manera muy egoísta, demuestra en los momentos importantes como es capaz de hacer grandes sacrificios por las personas que valora. A lo largo de la serie se va desvelando su complicada situación familiar, un pasado en común con otro de los personajes y desvelando sus sentimientos hacía el protagonista.

### Secundarios
Nanami Kanzaki (神咲 七海 Kanzaki Nanami?)
Compañera de clase de Haruto, el cual ha estado interesado en ella desde la escuela media. Modesta e insegura, su relación con el protagonista sufrirá muchos cambios en cuanto al interés entre el uno con el otro en parte por su forma de ser. 
Takashi Yura (由良 尊 Yura Takashi?)
Amigo de la infancia de Haruto, se siente atraído por Yuzuki que le hace celoso de Haruto porque vive con ella. Su primer amor fue Aoi, aunque ella no lo toma en serio. Es abierto, un poco alocado y luchará constantemente por conseguir a la chica de sus sueños. El apellido del personaje deriva del crucero ligero de Armada Imperial Japonesa Yura.
Akari Kaga (加賀 月 Kaga Akari?)
Amiga de Haruto desde la infancia, tiene una personalidad alegre, pero como el mismo Haruto dice, a menudo esconde sus sentimientos por los demás. De niña que era una marimacho, y se metía a menudo en peleas porque su padre era ruso y ella heredó los ojos azules y pelo claro. Haruto y Takashi tendrán un incidente con ella a partir de eso y los tres se convierten en amigos inseparables. Forma parte del club de tenis, junto con Yuzuki.  El apellido del personaje deriva del portaaviones de la Armada Imperial Japonesa Kaga.
Aoi Kirishima (桐島 葵 Kirishima Aoi?)
Hermana mayor de Haruto. Ella regresó a casa desde la universidad en Tokio para ser profesor en prácticas con el fin de obtener su licencia de enseñanza. Es la que actúa de manera más inmadura de los dos hermanos. En Tokio, ella vive en la residencia de estudiantes donde se desarrolla la serie del mismo autor Suzuka. Es una gran fumadora, muy perezosa y desordenada.
Rin Eba (枝叶凛 Eba Rin?)
Es la hermanastra de Yuzuki, debido al matrimonio del padre de Yuzuki con la madre de Itsuki y Rin. Al principio odiaba a su hermana debido a su complejo de hermano hacia Itsuki, pues pensaba que ella sólo le importaba atraer la atención; mas gracias a la ayuda de Haruto, Rin se llevaría bien con su hermana. A su vez, muestra cierto interés hacia Haruto.
Asuka Mishima (アスカ三島?)
Es amiga de Kirishima, viven en el mismo edificio y se conoce con Haruto tras la llegada de este a Tokio, también es compañera de colegio de Haruto, más adelante en la serie comienza una relación sentimental con él, poco después rompen luego de que los sentimientos de Haruto por Yuzuki surgen de nuevo. Viene del campo, juega softball, es de personalidad animada y viva, y habla el dialecto de Fukushima; por lo general, cuando esta emocionada.

## Contenido de la obra

### Manga
Kimi no iru machi es serializada en la revista Weekly Shōnen Magazine publicada por Kodansha desde junio de 2008. En junio de 2012, Kodansha ha recopilado sus capítulos en 27 tomos.

### Anime
La historia ha sido adaptada en dos OVAS por Tatsunoko Production. La edición limitada del tomo 17 del manga incluyó el primer DVD el 16 de marzo de 2012, y en la edición limitada del tomo 18, del 15 de junio de 2012, se incluyó el segundo.
Kimi no Iru Machi se convirtió en una serie de anime producida por Gonzo,  dirigida por Shigeyasu Yamauchi, con guion de Reiko Yoshida y música de Keiichi Oku. Se anunció por primera vez en la Weekly Shōnen Magazine, número 15 del 2013. Para promocionar el programa, se emitió un programa de radio compuesto por el reparto de voces del anime en Nippon Cultural Broadcasting entre el 6 de julio y el 27 de julio de 2013.
El anime fue transmitido por TX Network, entre el 13 de julio y el 28 de septiembre de 2013. También se transmitió en Hiroshima Home Television y AT-X, y estuvo disponible para transmitir en redes como Niconico y Bandai Channel.

## Recepción
En Japón, los volúmenes del manga de Kimi no Iru Machi con frecuencia aparecían en las listas de ventas semanales durante su semana de lanzamiento. Jason Thompson alabó Kimi no Iru Machi y lo calificó de tono serio y maduro. Manga-News regresó a revisiones positivas durante los volúmenes que involucran a Kyousuke Kazama; alabaron el arco de la historia por introducir un nuevo escenario, por separarse del clasicismo habitual y por sorprender a los lectores por primera vez en la serie.
La versión anime también tuvo reacciones similares. Inicialmente, fueron positivos, alabando al protagonista realista.